# صبغي 1
الصبغي (الكروموسوم) رقم 1 (بالإنجليزية: 1 Chromosome)‏هو الصبغي الأول والأكبر من الـ23 زوج من الصبغيات البشرية والصبغيات الجسمية. يبلغ طول الصبغي 1 أكثر من 245 مليون زوج قاعدي ويحتوي على 2281 جين منها 1988 جين معروف و723 جين كاذب و738942 اختلاف نوكليوتيدي ويمثل 8% من مجموع الدنا في الخلية. يعد هذا الصبغي من أكثر الصبغيات المستهدفة في البحث الجيني وهو آخر الجينات التي تم نشر تسلسلها في مشروع الجينوم البشري.

## الأمراض
ترتبط بعض الأمراض بالصبغي رقم 1، ومنها:
- مرض آلزهايمر
- سرطان الثدي
- متلازمة بروك غرينبرغ
- ضعف الغدة الدرقية الخلقي
- مرض شاركو-ماري-توث
- الصمم
- بورفيريا
- متلازمة إهلر دانلوس
- داء السلائل القولوني الورمي الغدي
- الغالاكتوزيميا
- داء غوشيه
- الزرق
- اكتناز الحديد
- متلازمة ماكل - ويلز
- الصعل
- مرض باركنسون
- ورم القواتم
- سرطان الموثة
- متلازمة ستكلر
- متلازمة آشر
- متلازمة فان دير وود